# Кокошеница
Кокошеница — деревня в Усть-Кубинском районе Вологодской области.
Входит в состав Устьянского сельского поселения, с точки зрения административно-территориального деления — в Устьянский сельсовет.
Расстояние до районного центра Устья по автодороге — 3,5 км. Ближайшие населённые пункты — Ивановское, Шилово, Коровино.
По переписи 2002 года население — 6 человек.